# Kidsgrove
Kidsgrove – miasto w Anglii, w hrabstwie Staffordshire, w dystrykcie Newcastle-under-Lyme. Leży 33 km na północ od miasta Stafford i 228 km na północny zachód od Londynu. W 2001 miasto liczyło 24 112 mieszkańców.